# Nati nel 1651
| Questa pagina contiene informazioni ricavate automaticamente dalle voci biografiche con l'ausilio del template Bio e di un bot. L'aggiornamento è periodico e automatico e ricostruisce completamente la pagina. Se manca una persona in questa lista, sei pregato di non aggiungerla, ma accertati piuttosto che la sua voce biografica contenga il template Bio e che i dati anagrafici siano correttamente compilati. Se il template Bio manca, inseriscilo tu stesso o, in alternativa, metti l'avviso {{tmp\|Bio}} che ne segnala la mancanza. Se i dati riportati sono sbagliati, correggi direttamente la voce biografica; le modifiche saranno visibili in questa lista entro pochi giorni. Per chiarimenti vedi il progetto biografie. La lista contiene solo le 91 persone che sono citate nell'enciclopedia e per le quali è stato implementato correttamente il template Bio. Pagina aggiornata al 10 ago 2025. |

## Gennaio(5)
- 1º gennaio - Jean-Baptiste Santerre, pittore, disegnatore e docente francese († 1717)
- 5 gennaio - Elia Astorini, medico, filosofo e matematico italiano († 1702)
- 6 gennaio - Giulio Antonio Averoldi, letterato italiano († 1717)
- 9 gennaio - Petronio Franceschini, compositore e violoncellista italiano († 1680)
- 20 gennaio - George Wheler, religioso, viaggiatore e scrittore inglese († 1724)

## Febbraio(11)
- 2 febbraio - Federico di Schleswig-Holstein-Sonderburg-Wiesenburg, nobile tedesco († 1724)
- 5 febbraio - Franz Ferdinand von Kuenburg, nobile e arcivescovo cattolico austriaco († 1731)
- 8 febbraio - Francesco Martinelli, architetto italiano († 1708)
- 9 febbraio - Francesco Procopio dei Coltelli, cuoco italiano († 1727)
- 11 febbraio - Giorgio Barni, vescovo cattolico italiano († 1731)
- 11 febbraio - Anne Scott, I duchessa di Buccleuch, nobile scozzese († 1732)
- 20 febbraio - Filippo Pasquali, pittore italiano († 1697)
- 21 febbraio - Silvio II Federico di Württemberg-Oels, duca († 1697)
- 22 febbraio - Carlo Maria Carafa, nobile italiano († 1695)
- 25 febbraio - Quirinus Kuhlmann, poeta e mistico tedesco († 1689)
- 26 febbraio - Jean Beausire, architetto e ingegnere francese († 1743)

## Marzo(9)
- 4 marzo - John Somers, giurista e politico britannico († 1716)
- 6 marzo - Christian Friedrich von Kahlbutz, tedesco († 1702)
- 8 marzo - Jakob Wilhelm Imhoff, storico e genealogista tedesco († 1728)
- 9 marzo - Philipp Sigmund von Dietrichstein, nobile e politico austriaco († 1716)
- 12 marzo - Maria Pellina di Monaco, principessa monegasca († 1724)
- 16 marzo - Georg Benedikt von Ogilvy, generale boemo († 1710)
- 16 marzo - Zaccaria Tevo, francescano, compositore e organista italiano
- 31 marzo - Carlo II del Palatinato, nobile († 1685)
- 31 marzo - Antonio Maria Ferri, architetto italiano († 1716)

## Aprile(8)
- 2 aprile - Fabrizio Paolucci, cardinale e arcivescovo cattolico italiano († 1726)
- 6 aprile - André Dacier, filologo, traduttore e scrittore francese († 1722)
- 10 aprile - Ehrenfried Walther von Tschirnhaus, matematico e inventore tedesco († 1708)
- 15 aprile - Maria de Toledo y Velasco, nobildonna spagnola († 1710)
- 21 aprile - Giuseppe Vaz, presbitero indiano († 1711)
- 24 aprile - Lorenzo Minei, compositore italiano († 1719)
- 26 aprile - Diomira Allegri, religiosa italiana († 1677)
- 30 aprile - Giovanni Battista de La Salle, presbitero e pedagogista francese († 1719)

## Maggio(5)
- 1º maggio - Giuseppe Renato Imperiali, cardinale e abate italiano († 1737)
- 7 maggio - Giuseppe Archinto, cardinale e arcivescovo cattolico italiano († 1712)
- 27 maggio - Louis-Antoine de Noailles, cardinale e arcivescovo cattolico francese († 1729)
- 28 maggio - Johann Christoph Pfaff, teologo tedesco († 1720)
- 30 maggio - Anton Felice Marsili, vescovo cattolico e biologo italiano († 1710)

## Giugno(6)
- 1º giugno - Andrea Perrucci, drammaturgo, librettista e gesuita italiano († 1704)
- 12 giugno - Johann Georg Ahle, musicista tedesco († 1706)
- 17 giugno - Donato Ricchezza, compositore italiano († 1731)
- 19 giugno - Massimiliano Giuseppe di Fürstenberg-Heiligenberg, nobile tedesco († 1676)
- 21 giugno - Guglielmo VII d'Assia-Kassel, nobile tedesco († 1670)
- 21 giugno - Ortensio Visconti Aicardi, vescovo cattolico italiano († 1725)

## Luglio(2)
- 12 luglio - Margherita Teresa d'Asburgo († 1673)
- 20 luglio - Giovanni Antonio Ricca, architetto italiano († 1725)

## Agosto(7)
- 6 agosto - Fénelon, arcivescovo cattolico, teologo e pedagogo francese († 1715)
- 6 agosto - Carl Gustav Rehnskiöld, generale svedese († 1722)
- 8 agosto - Pietro Domenico Bartoloni, letterato italiano
- 13 agosto - Balthasar Permoser, scultore tedesco († 1732)
- 14 agosto - Federico Sforza di Santa Fiora, I principe di Genzano, principe italiano († 1712)
- 28 agosto - Carlo Agostino Fabroni, cardinale italiano († 1727)
- 31 agosto - Benedetto Bacchini, religioso, storico e critico letterario italiano († 1721)

## Settembre(5)
- 1º settembre - Natal'ja Kirillovna Naryškina, nobile russa († 1694)
- 5 settembre - William Dampier, pirata e esploratore inglese († 1715)
- 16 settembre - Engelbert Kaempfer, naturalista, botanico e viaggiatore tedesco († 1716)
- 24 settembre - Louis Lapara de Fieux, ingegnere e militare francese († 1706)
- 26 settembre - Franz Daniel Pastorius, avvocato, scrittore e funzionario tedesco († 1720)

## Ottobre(5)
- 3 ottobre - Giuseppe Lotario Conti, VI duca di Poli e Guadagnolo, nobile italiano († 1724)
- 6 ottobre - Gerolamo Archinto, vescovo cattolico italiano († 1710)
- 6 ottobre - Johann Nikolaus Hert, giurista tedesco († 1710)
- 20 ottobre - Jacques-Louis de Beringhen, nobile, militare e politico francese († 1723)
- 26 ottobre - Perizonius, filologo e storico olandese († 1715)

## Novembre(2)
- 13 novembre - Giuseppe Fernandez de Medrano, nobile, giurista e magistrato italiano († 1718)
- 13 novembre - Federico Luigi di Nassau-Ottweiler, nobile tedesco († 1728)

## Dicembre(2)
- 7 dicembre - Ansaldo Ansaldi, giurista e letterato italiano († 1719)
- 25 dicembre - Pedro Manuel Colón de Portugal, nobile e funzionario spagnolo († 1710)

## Senza giorno specificato(24)
- Giulio Acciano, poeta italiano († 1681)
- Claude Aubriet, illustratore francese († 1742)
- Nicolò Bambini, pittore italiano († 1736)
- Bonaventura da Potenza, presbitero italiano († 1711)
- Niccolò Placido II Branciforte, nobile e politico italiano († 1723)
- Carlo Buratti, architetto svizzero († 1734)
- Giorgio XI di Cartalia, re († 1709)
- Jacopino Consetti, pittore italiano († 1726)
- Carlo Eugenio di Croÿ, generale francese († 1702)
- Bartolomeo Dotti, poeta italiano († 1713)
- Veronica Fontana, artista italiana († 1690)
- Jan Pauwel Gillemans il Giovane, pittore belga
- Giovanni di Tobol'sk, religioso e teologo ucraino († 1715)
- Jean-Baptiste Le Brun des Marettes, scrittore e editore francese († 1731)
- Manuel de Oms y de Santa Pau, diplomatico spagnolo († 1710)
- Gioacchino Pizzoli, pittore italiano
- Elizabeth Polwheele, drammaturga inglese († 1691)
- Edmond Pourchot, filosofo francese († 1734)
- Domenico Quartaironi, matematico italiano († 1736)
- Guy Tachard, missionario, gesuita e matematico francese († 1712)
- Nāzo Tokhī, poetessa afghana († 1717)
- Gerard Valck, incisore, disegnatore e cartografo olandese († 1726)
- Anne Villiers, nobildonna inglese († 1688)
- Cristóbal Hernández de Quintana, pittore spagnolo († 1725)